# Azerbajdzsán egyetemeinek listája
A listában Azerbajdzsán egyetemei találhatók.

## Állami felsőoktatási intézmények

A Bakui Gazdasági Egyetem éjjel

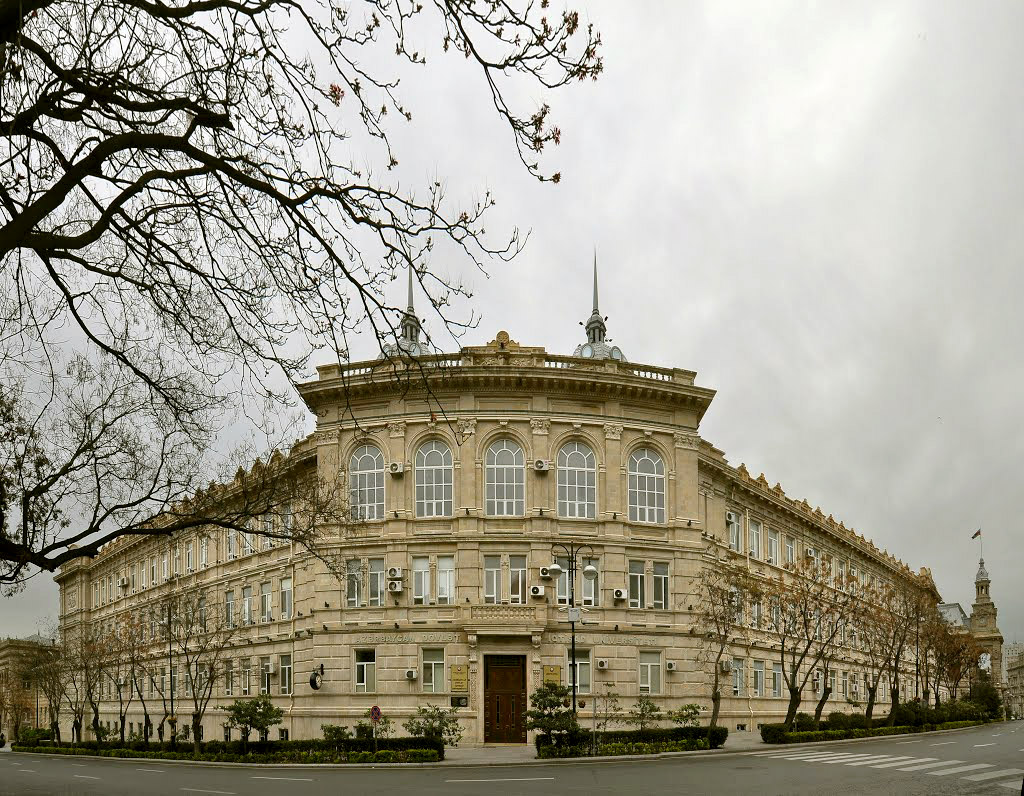
Az Azerbajdzsáni Állami Gazdaságtudományi Egyetem épülete az Istiglaliyyat utcán

| magyar neve                                                  | azeri neve                                                                  | alapítás            |
| ------------------------------------------------------------ | --------------------------------------------------------------------------- | ------------------- |
| Közigazgatási Akadémia                                       | Azərbaycan Respublikasının Prezidenti yanında Dövlət İdarəçilik Akademiyası | 1999. január 3      |
| Azerbajdzsán Építészeti és Tervezőmérnöki Egyetem            | Azərbaycan Memarlıq və İnşaat Universiteti                                  | 1975                |
| Azerbajdzsáni Diplomáciai Akadémia (ADA Egyetem)             | Azərbaycan Diplomatik Akademiyası                                           | 2006. március 6     |
| Azerbajdzsáni Orvostudományi Egyetem                         | Azərbaycan Tibb Universiteti                                                | 1930                |
| Azerbajdzsáni Állami Mezőgazdasági Egyetem                   | Azərbaycan Dövlət Aqrar Universiteti                                        | 1929                |
| Azerbajdzsáni Állami Közgazdasági Egyetem                    | Azərbaycan Dövlət İqtisad Universiteti                                      | 1930                |
| Azerbajdzsáni Állami Tengerészeti Akadémia                   | Azərbaycan Dövlət Dəniz Akademiyası                                         | 1996                |
| Azerbajdzsáni Állami Olajipari Egyetem                       | Azərbaycan Dövlət Neft və Sənaye Universiteti                               | 1920                |
| Azerbajdzsáni Állami Kulturális és Művészeti Egyetem         | Azərbaycan Dövlət Mədəniyyət və İncəsənət Universiteti                      | 1923                |
| Azerbajdzsáni Köztársaság Állami Vámbizottságának Akadémiája | Azərbaycan Respublikası Dövlət Gömrük Komitəsinin Akademiyası               | 2012. január 24     |
| Azerbajdzsáni Állami Testnevelési és Sportakadémia           | Azərbaycan Dövlət Bədən Tərbiyəsi və İdman Akademiyası                      | 1930                |
| Azerbajdzsáni Turisztikai és Menedzsment Egyetem             | Azərbaycan Turizm və Menecment Universiteti                                 | 2006                |
| Azerbajdzsáni Nemzeti Konzervatórium                         | Azərbaycan Milli Konservatoriyası                                           | 2000. június 13     |
| Azerbajdzsáni Állami Pedagógiai Egyetem                      | Azərbaycan Dövlət Pedaqoji Universiteti                                     | 1921. augusztus 26  |
| Azerbajdzsáni Műszaki Egyetem                                | Azərbaycan Texniki Universiteti                                             | 1950                |
| Azerbajdzsáni Idegen Nyelvek Egyeteme                        | Azərbaycan Dillər Universiteti                                              | 1937. október 9     |
| Bakui Műszaki Egyetem                                        | Bakı Mühəndislik Universiteti                                               | 2016                |
| Bakui Zeneakadémia                                           | Bakı Musiqi Akademiyası                                                     | 1920                |
| Bakui Olajipari Főiskola                                     | Bakı Ali Neft Məktəbi                                                       | 2011                |
| Nemzeti Repülési Főiskola                                    | Milli Aviasiya Akademiyası                                                  | 1992                |
| Bakui Szláv Egyetem                                          | Bakı Slavyan Universiteti                                                   | 1946                |
| Bakui Állami Egyetem                                         | Bakı Dövlət Universiteti                                                    | 1919                |
| Azerbajdzsáni Teológiai Intézet                              | Azərbaycan İlahiyyat İnstitutu                                              | 2018. február 9     |
| Gandzsai Állami Egyetem                                      | Gəncə Dövlət Universiteti                                                   | 1938                |
| Lankaran Állami Egyetem                                      | Lənkəran Dövlət Universiteti                                                | 1991                |
| Mingəçevir Állami Egyetem                                    | Mingəçevir Dövlət Universiteti                                              | 2015. július 24     |
| Nahicseváni Állami Egyetem                                   | Naxçıvan Dövlət Universiteti                                                | 1967                |
| Nahicseváni Tanárképző Intézet                               | Naxçıvan Müəllimlər İnstitutu                                               | 2003. augusztus 26. |
| Sumqayıt Állami Egyetem                                      | Sumqayıt Dövlət Universiteti                                                | 1961                |

## Magánegyetemek

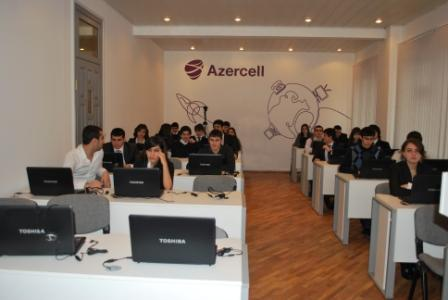
E-learning szoba a Xəzər Egyetemen.

| magyar neve                        | azeri neve                          | alapítva          |
| ---------------------------------- | ----------------------------------- | ----------------- |
| Bakui Üzleti Egyetem               | Bakı Biznes Universiteti            | 1993              |
| Azerbajdzsáni Egyetem              | Azərbaycan Universiteti             | 1991              |
| Bakui Eurázsia Egyetem             | Bakı Avrasiya Universiteti          | 1992. április 30. |
| Nyugat-kaszpi Egyetem              | Qərbi Kaspi Universiteti            | 1991              |
| Xəzər Egyetem                      | Xəzər Universiteti                  | 1991. március 18  |
| Azerbajdzsáni Szövetkezeti Egyetem | Azərbaycan Kooperasiya Universiteti | 1992. január 9    |
| Nahicseváni Egyetem                | "Naxçıvan" Universiteti             | 1999              |
| Odlar Yurdu Egyetem                | Odlar Yurdu Universiteti            | 1999              |
| Bakui Iszlám Egyetem               | Bakı İslam Universiteti             | 1992              |

## Fordítás
- Ez a szócikk részben vagy egészben  a   List of universities in Azerbaijan című angol Wikipédia-szócikk fordításán alapul.  Az eredeti cikk szerkesztőit annak laptörténete sorolja fel. Ez a jelzés csupán a megfogalmazás eredetét és a szerzői jogokat jelzi, nem szolgál a cikkben szereplő információk forrásmegjelöléseként.